# Key to My Life: The Collection
Key to My Life: The Collection è la quarta raccolta della boy band irlandese Boyzone. L'album fu pubblicato nel 2006 dall'etichetta Commercial Marketing.

## Tracce
1. Key To My Life
2. Will Be Yours
3. Love Me for a Reason
4. One Kiss at a Time
5. This Is Where I Belong
6. No Matter What
7. I'm Learning
8. So Good
9. Can't Stop Me
10. Believe In Me
11. While the World Is Going Crazy
12. When the Going Gets Tough
13. When All Is Said & Done
14. You Needed Me